# Kulinarne pojedynki
Kulinarne pojedynki (jap. 食戟のソーマ Shokugeki no Sōma) – manga napisana przez Yūto Tsukudę i zilustrowana przez Shuna Saekiego. Była publikowana na łamach magazynu „Shūkan Shōnen Jump” wydawnictwa Shūeisha od listopada 2012 do sierpnia 2019. Konsultantką przy tworzeniu mangi była Yuki Morisaki, która dostarczała przepisów kulinarnych pojawiających się w fabule. 
Na podstawie mangi powstało pięć serii anime wyprodukowanych przez J.C.Staff, które były emitowane w latach 2015–2020. 
W Polsce manga została wydana nakładem wydawnictwa Waneko.

## Fabuła
Souma Yukihira jest nastoletnim kucharzem, który pracuje razem ze swoim ojcem w jego restauracji, gdzie rywalizują ze sobą. Souma chce przejąć biznes swojego ojca, ale pewnego dnia lokal zostaje tymczasowo zamknięty. Ojciec młodego kucharza wysyła go do elitarnego liceum gastronomicznego. Egzamin przeprowadza Erina Nakiri, wnuczka dyrektora, która posiada „Boskie Podniebienie”. Yukihira jest jednym na tyle odważnym, aby podjąć się wyzwania i przygotowuje imponujące danie. Mimo to, Erina nie przyznaje, że potrawa jej smakuje i Souma nie zdaje egzaminu. Jednak chłopak później dostaje informację, że został zaakceptowany i podczas rozpoczęcia roku szkolnego wygłasza wszystkim uczniom, że będzie najlepszym kucharzem. Podczas nauki w szkole Souma poznaje wiele przyjaciół i rywali takich jak  Takumi Aldini, Ryou Kurokiba czy Akira Hayama. Razem z nimi stacza tytułowe „Kulinarne Pojedynki” i poprawia swoje umiejętności jako kucharz. Wszystko w celu stania się numerem jeden w szkole oraz zmuszenia Eriny do przyznania, że jego dania są pyszne.

## Manga
Manga po raz pierwszy ukazała się jako one-shot, opublikowany w magazynie „Jump Next!” wydawnictwa Shūeisha w kwietniu 2012. Kolejne rozdziały publikowano w czasopiśmie „Shūkan Shōnen Jump” tego samego wydawnictwa od 26 listopada 2012 do 17 czerwca 2019. Autorzy po zakończeniu głównej serii wydali także trzy dodatkowe rozdziały, zatytułowane Shokugeki no Sōma: Le dessert, które ukazywały się w czasopiśmie „Jump Giga” wydawnictwa Shūeisha od 27 czerwca do 29 sierpnia 2019. Rozdziały mangi zostały skompilowane do 36 tankōbonów, wydawanych od 4 kwietnia 2013 do 4 października 2019.
15 sierpnia 2016 wydawnictwo Waneko ogłosiło wydanie serii w Polsce, natomiast premiera pierwszego tomu miała miejsce 25 listopada tego samego roku.
Spin-off, zatytułowany Shokugeki no Sōma: L’étoile, był publikowany w magazynie internetowym „Shōnen Jump+” od 20 lutego 2015 do 21 czerwca 2019. Jego rozdziały zostały zebrane w 8 tankōbonach. Crossover, zatytułowany Shokugeki no Sanji, stworzony jako hołd dla serii One Piece, ukazywał się nieregularnie w magazynie „Shūkan Shōnen Jump” od 23 lipca 2018 do 25 lipca 2022.

## Anime
Adaptacja anime została zapowiedziana w październiku 2014 przez wydawnictwo Shūeisha. Serial został wyreżyserowany przez Yoshitomo Yonetaniego w studiu J.C.Staff, a scenariusz napisał Shogo Yasukawa. Głównemu bohaterowi, Sōmie Yukihirze, głosu użyczył Yoshitsugu Matsuoka. Emisja rozpoczęła się 4 kwietnia i zakończyła 26 września 2015, licząc 13 odcinków. 25-minutowy odcinek OVA został dołączony do 18. tomu mangi, który wydano 2 maja 2016. Druga OVA ukazała się 4 lipca tego samego roku, wraz z 19. tomem mangi.
Drugi sezon, zatytułowany Shokugeki no Sōma: Ni no sara (jap. 食戟のソーマ 弍ノ皿), liczący 13 odcinków, był emitowany od 2 lipca do 24 września 2016. Trzecia OVA została dołączona do 24. tomu mangi, który ukazał się 2 maja 2017, natomiast czwarta OVA została wydana wraz z 25. tomem mangi 4 lipca 2017.
Pierwsza część trzeciego sezonu, zatytułowanego Shokugeki no Sōma: San no sara (jap. 食戟のソーマ 餐ノ皿), była nadawana od 4 października do 20 grudnia 2017. Piąta OVA została wydana w trakcie emisji trzeciego sezonu. Drugą połowę sezonu emitowano od 9 kwietnia do 25 czerwca 2018.
Czwarty sezon, zatytułowany Shokugeki no Sōma: Shin no sara (jap. 食戟のソーマ 神ノ皿), był emitowany od 12 października do 28 grudnia 2019.
Piąty i zarazem ostatni sezon, zatytułowany Shokugeki no Sōma: Go no sara (jap. 食戟のソーマ 五ノ皿), był nadawany od 11 kwietnia do 26 września 2020. 17 kwietnia ogłoszono, że po emisji drugiego odcinka, kolejne odcinki sezonu zostaną opóźnione do odwołania z powodu skutków pandemii COVID-19. Pod koniec maja 2020 poinformowano, że emisja nowych odcinków zostanie wznowiona 18 lipca, po tym jak japońskie stacje telewizyjne ponownie wyemitują pierwsze dwa odcinki odpowiednio 4 i 11 lipca.

### Ścieżka dźwiękowa
| Nr             | Tytuł                                                                             | Wykonawca              | Źródło   |
| Czołówka       | Czołówka                                                                          | Czołówka               | Czołówka |
| -------------- | --------------------------------------------------------------------------------- | ---------------------- | -------- |
| 1              | „Kibō no uta” (jap. 希望の唄)                                                     | Ultra Tower            | [ 30 ]   |
| 2              | „Rising Rainbow” (jap. ライジングレインボウ Raijingu reinbō)                      | Misokkasu              | [ 31 ]   |
| 3              | „Rough Diamonds”                                                                  | Screen Mode            | [ 32 ]   |
| 4              | „Braver”                                                                          | Zaq                    | [ 33 ]   |
| 5              | „Symbol”                                                                          | Luck Life              | [ 34 ]   |
| 6              | „Chronos”                                                                         | Stereo Dive Foundation | [ 35 ]   |
| 7              | „Last Chapter”                                                                    | Nano Ripe              | [ 36 ]   |
| Napisy końcowe |                                                                                   |                        |          |
| 1              | „Spice” (jap. スパイス Supaisu)                                                   | Tokyo Karankoron       | [ 37 ]   |
| 2              | „Sacchan no Sexy Curry” (jap. さっちゃんのセクシーカレー Sacchan no sekushī karē) | Seiko Ōmori            | [ 31 ]   |
| 3              | „Snow Drop”                                                                       | Nano Ripe              | [ 32 ]   |
| 4              | „Kyokyo jitsujitsu” (jap. 虚虚実実)                                               | Nano Ripe              | [ 33 ]   |
| 5              | „Atria” (jap. アトリア Atoria)                                                    | Fo’xTails              | [ 34 ]   |
| 6              | „Emblem”                                                                          | Nano Ripe              | [ 38 ]   |
| 7              | „Crossing Road”                                                                   | Mai Fuchigami          | [ 36 ]   |

## Odbiór
W 2015 roku manga została sprzedana w Japonii w 4 321 830 egzemplarzach – była 7. najchętniej kupowaną serią w kraju. W 2016 roku została sprzedana w Japonii w 3 477 128 egzemplarzach – była 10. najchętniej kupowaną serią w kraju, a w 2017 roku została sprzedana w Japonii w 2 792 441 egzemplarzach uplasowując się na 9. miejscu najchętniej kupowanych mang w kraju.

## LInki zewnętrzne
- Oficjalna strona mangi (jap.)
- Oficjalna strona anime (jap.)
- Manga Kulinarne pojedynki w bazie Anime News Network (ang.)